# آيماودن
آيماودن (تنطق بالهولندية: [ˌɛi̯ˈmœy̯də(n)]) هي ميناء في هولندا بمقاطعة شمال-هولندا والبلدة الرئيسية في بلدية فيلسن. وتقع عند فم قناة بحر الشمال إلى أمستردام، وتقع تقريباً 17 كيلومتر (11 ميل) شمال هارلم.

## معرض صور

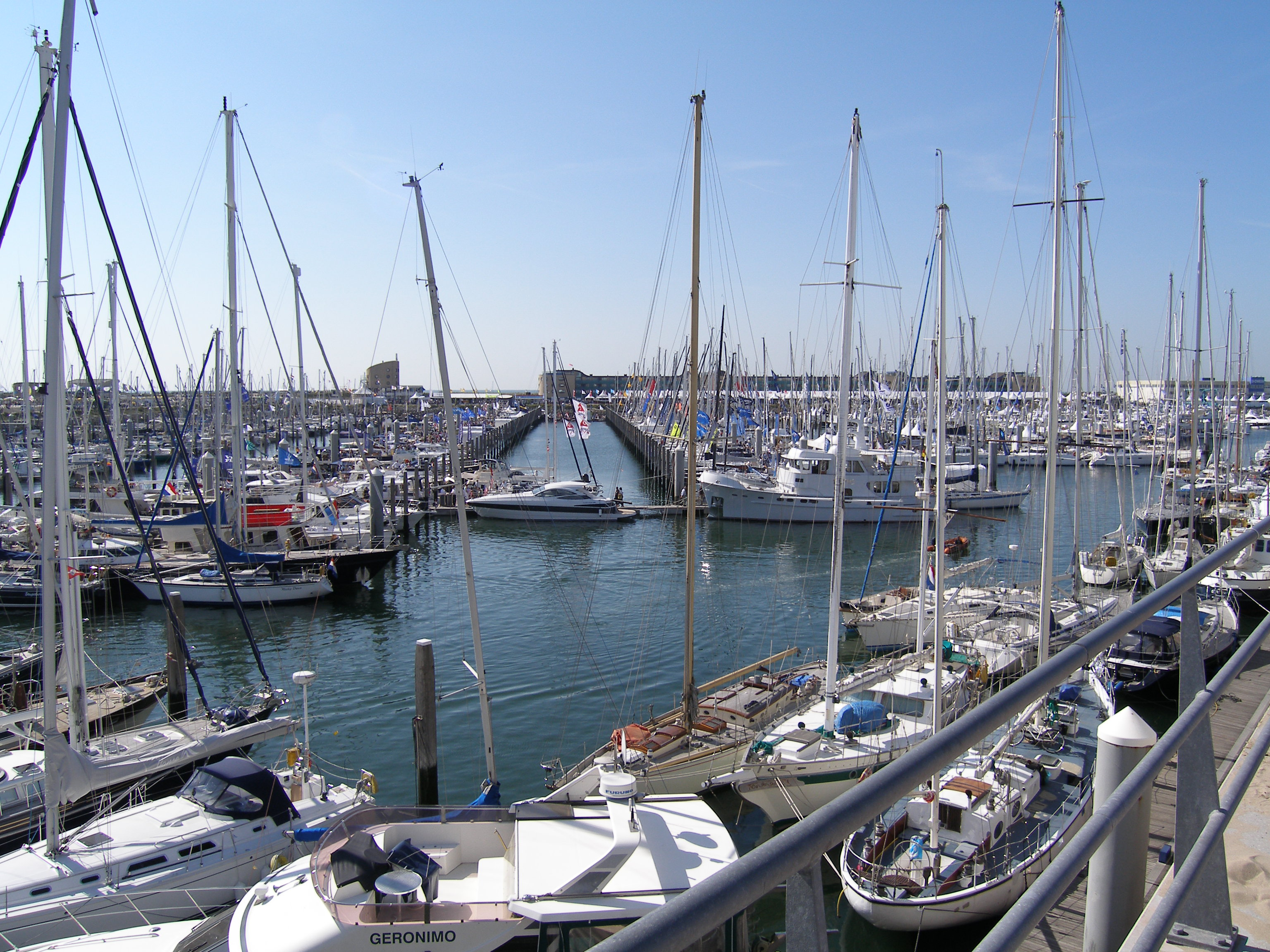
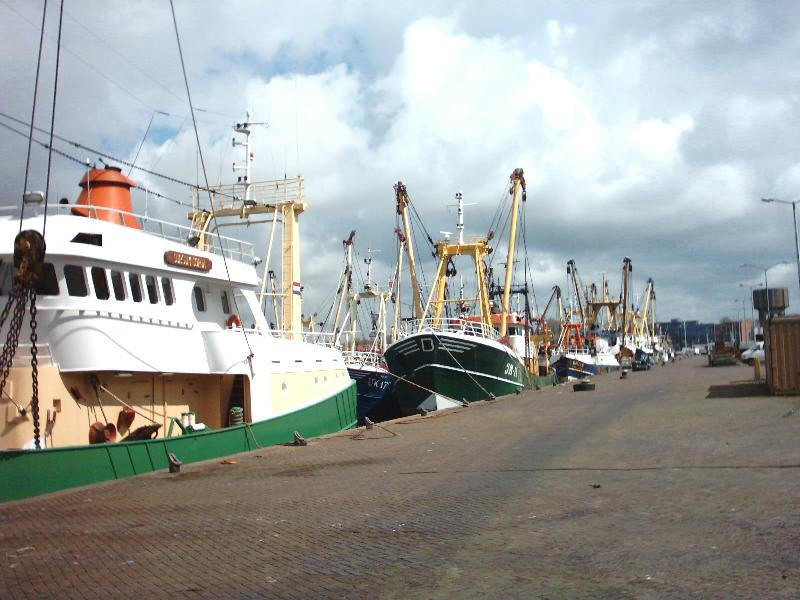
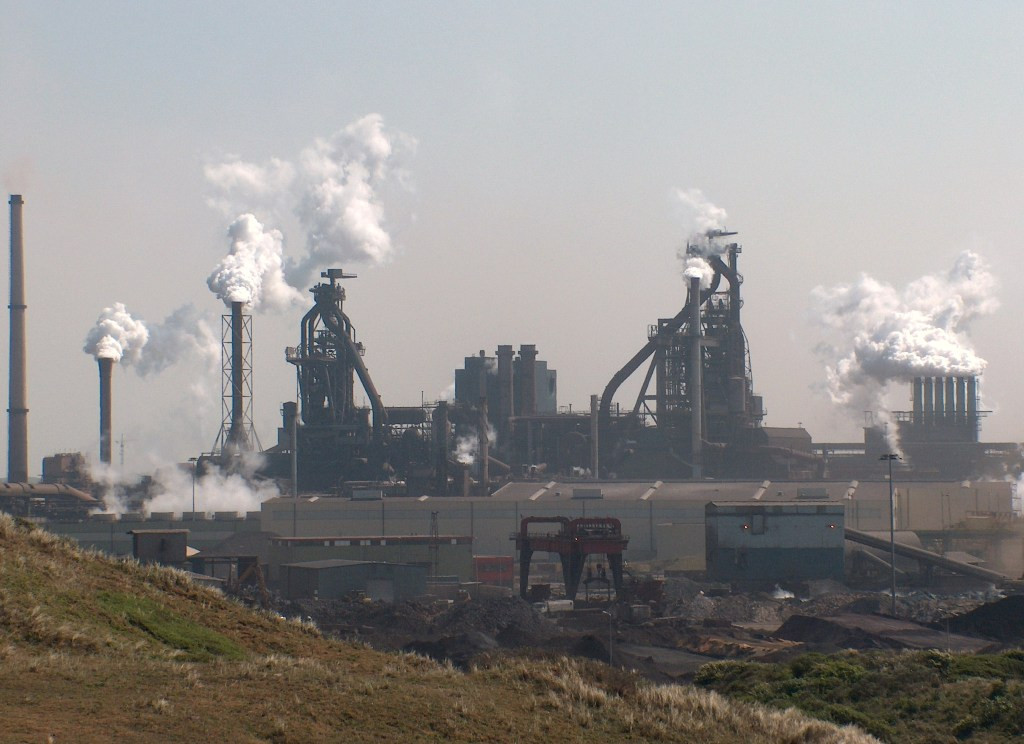
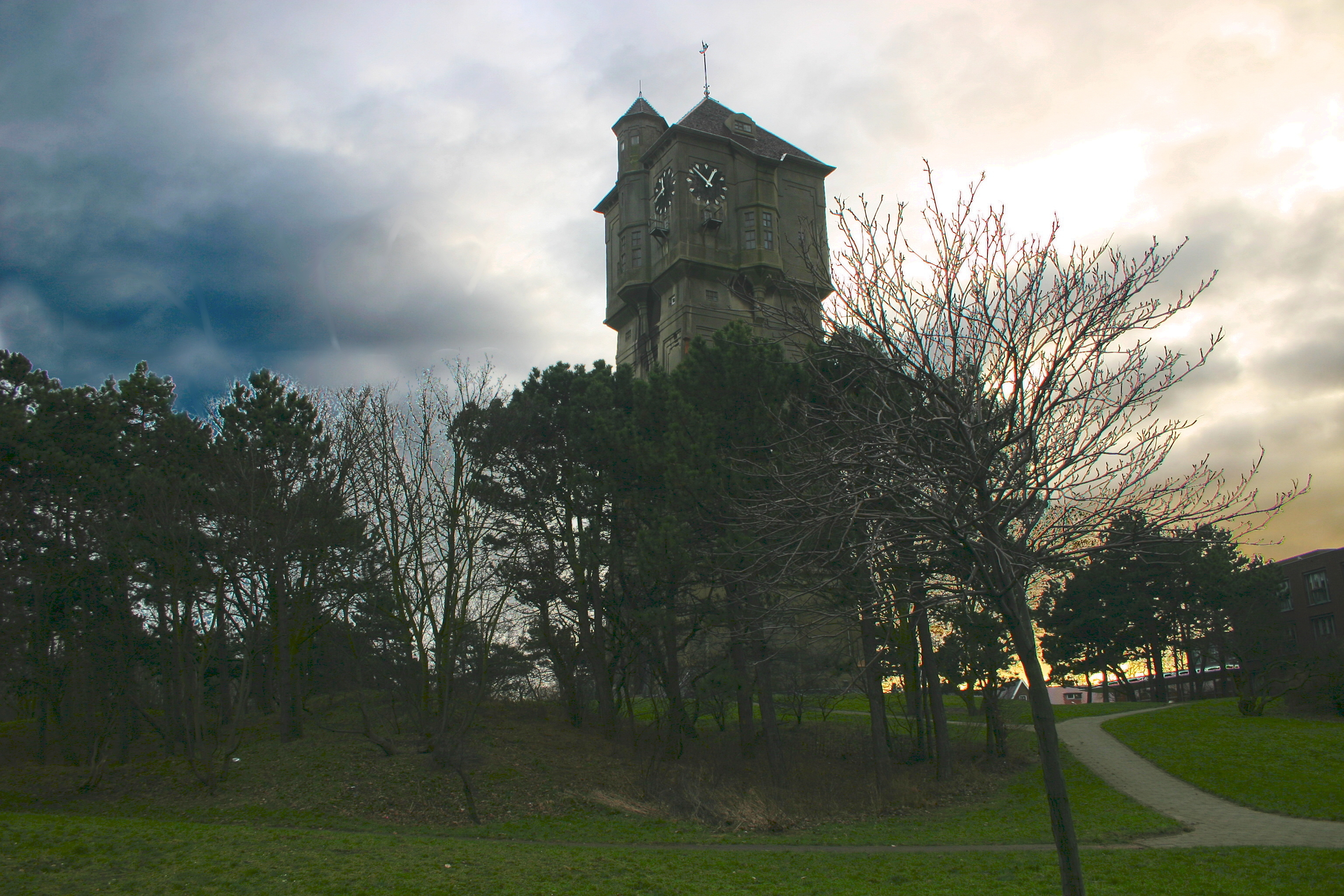
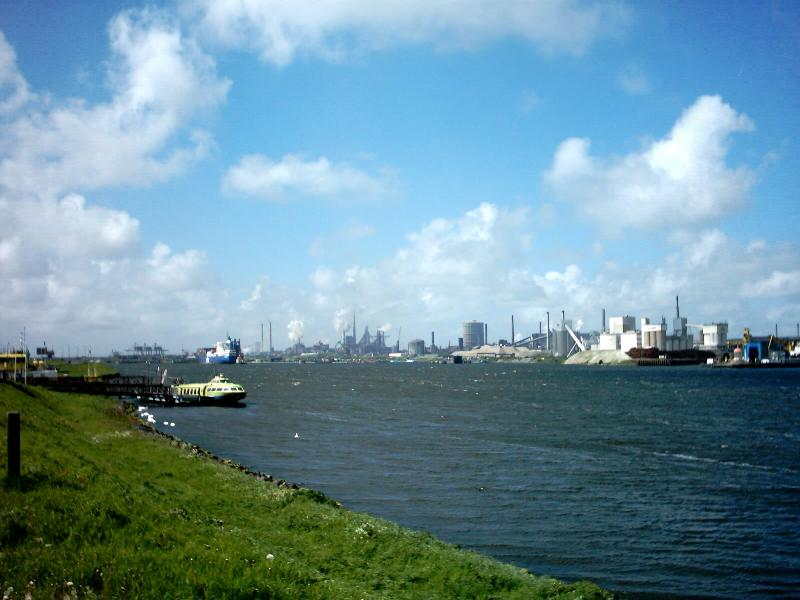

## أعلام
- لونا